# Damnatio ad bestias

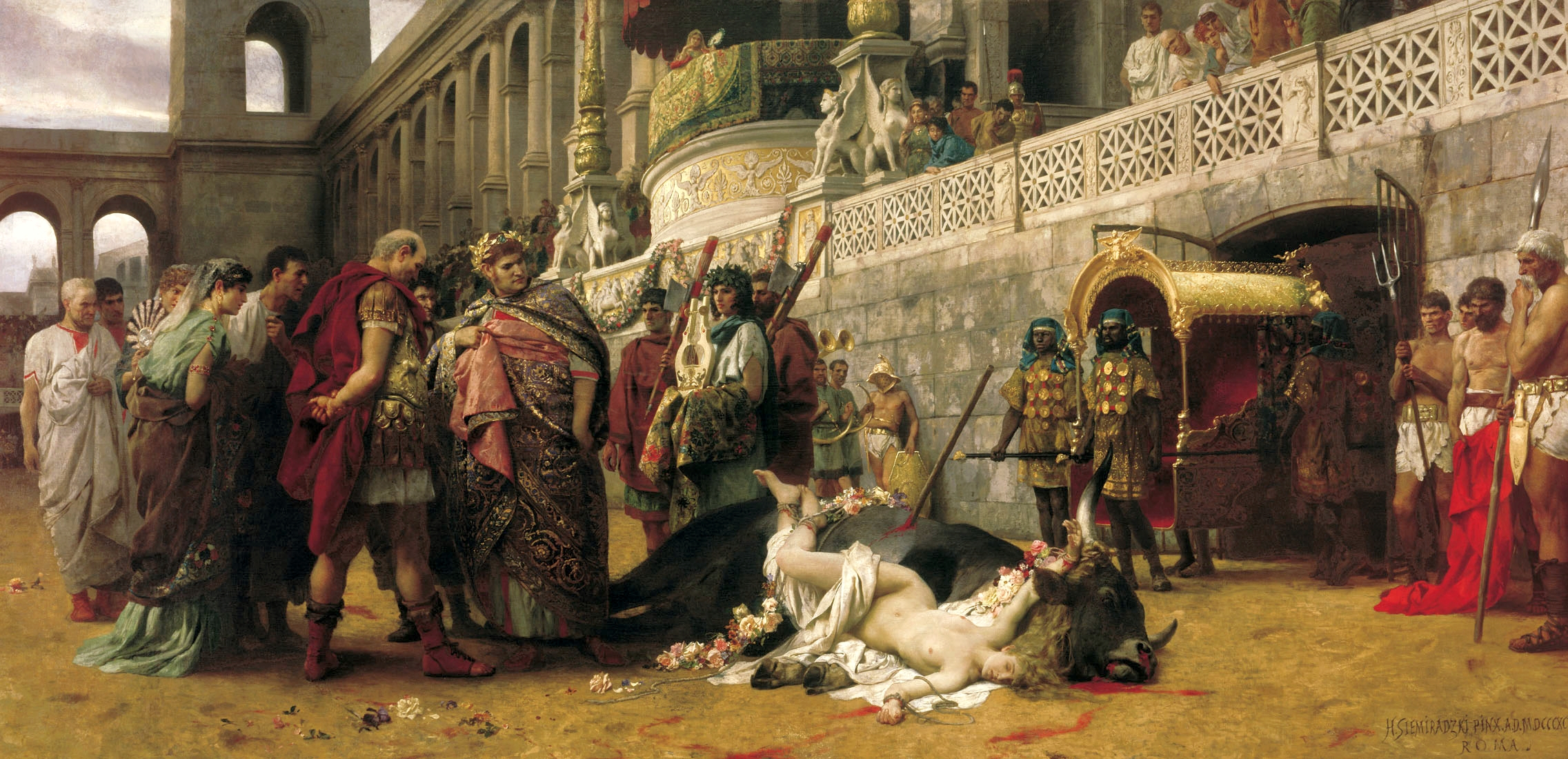
Målningen En kristen Dirke av Henryk Siemiradzki föreställandes en kvinna som bundits fast vid en vild tjur och släpats till döds runt arenan, som straff för att ha konverterat till kristendomen.

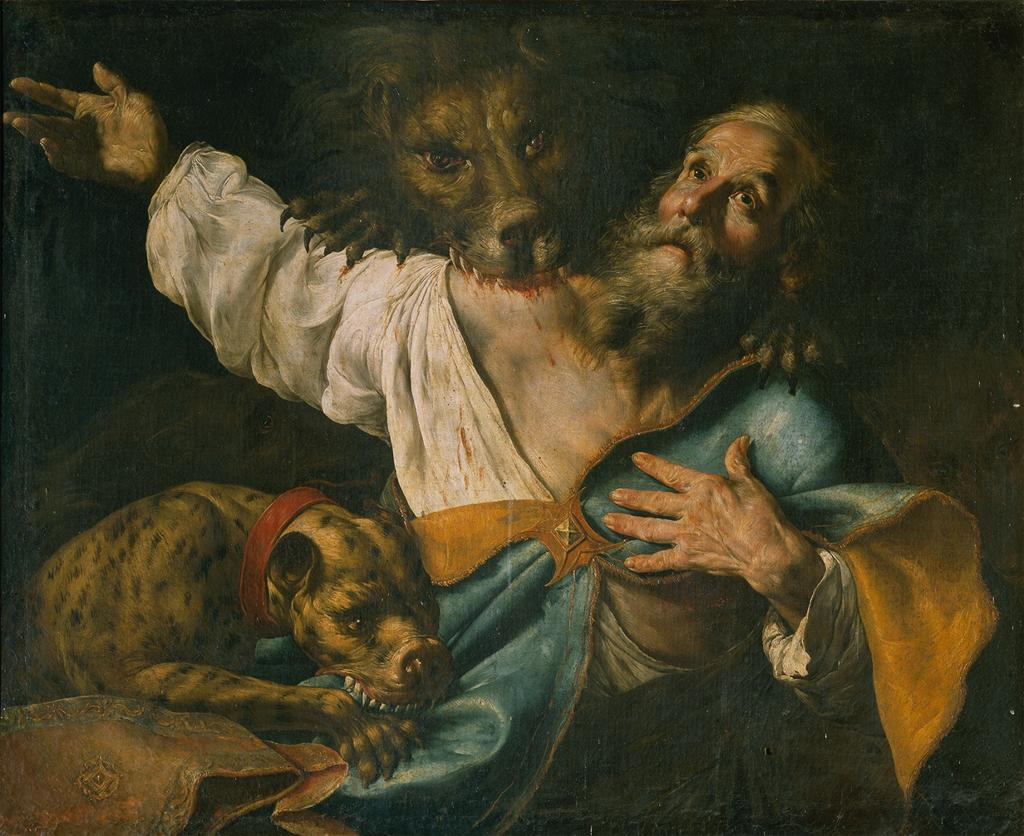
Ignatios av Antiochia dödas av kattdjur. Okänd målare, möjligtvis Cesare Fracanzano (1605–1651).

Damnatio ad bestias (latin för "fördömelse till bestar") var en form av dödsstraff i Romerska riket där den dömde fick strida till döden mot vilda djur, vanligtvis lejon eller andra större kattdjur. En person som dömts till damnatio ad bestias kallades för bestiarius (plural: bestiarii).
Det är omtvistat varifrån praktiken har sitt ursprung och vilket syfte den hade i början, huruvida det var en religiös offerrit eller om det var utformat som ett rättsligt utmätt straff redan från första början.
En historisk individ som enligt den kristna traditionen ska ha gått damnatio ad bestias till mötes var biskopen Ignatios av Antiochia.

## Skildringar i populärkulturen

### Film
- I filmen Gladiator av Ridley Scott från 2000 förekommer det exempel på gladiatorer som ofrivilligt slåss mot lejon.